# LGA 1155

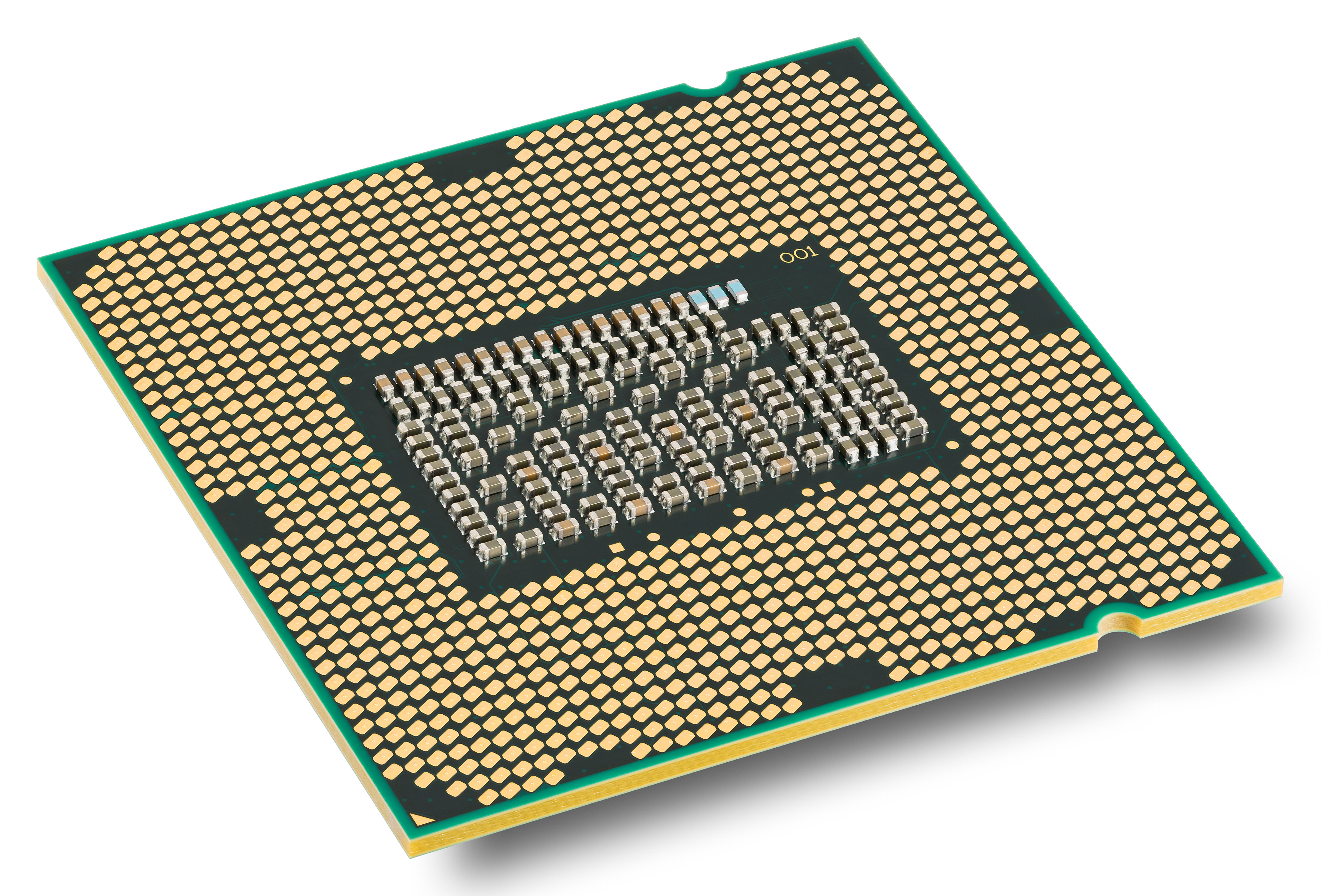
Vista del zócalo LGA 1155 en un modelo de cpu Intel Core i7 Sandy Bridge 2600K

LGA 1155 o Socket H2, es un zócalo de CPU, compatible con microprocesadores Intel de las microarquitecturas Sandy Bridge e Ivy Bridge (respectivamente segunda y tercera generación).

## Visión general
LGA 1155 está diseñado como un reemplazo al zócalo LGA 1156 (Socket H). Tiene 1155 superficies conductoras LGA incorporadas en el socket que hacen contacto directamente con los pads chapados en oro del microprocesador.
Los procesadores de los zócalos LGA 1155 y LGA 1156 no son compatibles entre sí debido a que las muescas de los zócalos son diferentes. Sin embargo las soluciones de refrigeración son compatibles entre ambos zócalos LGA 1155 y LGA 1156 porque tienen iguales dimensiones, perfiles, construcción y similar producción de calor.
USB 3.0 integrado es confirmado para los chipsets Z77, Z75 y H77 para los cpus's de Ivy Bridge. Referirse Aquí para una lista completa de los chipsets para el socket 1155.

### Chipsets de Sandy Bridge
Los chipsets Sandy Bridge, excepto los Q65, Q67 y B65, soportan tanto Sandy Bridge como Ivy Bridge pero es necesaria una actualización de BIOS. Procesadores basados en Sandy Bridge soportan oficialmente hasta DDR3-1333 de memoria, aun así, en la práctica velocidades hasta de DDR3-2133 han sido probadas de forma satisfactoria.

-

| Nombre                                                                  | H61              | B65              | Q65              | Q67              | H67              | P67                                | Z68                                |
| Ranuras DDR3 máximas                                                    | 2                | 4                | 4                | 4                | 4                | 4                                  | 4                                  |
| Overclocking                                                            | GPU              | GPU              | GPU              | GPU              | GPU              | CPU + RAM                          | CPU + GPU + RAM                    |
| Permite utilizar GPU integrado con tecnología Intel Clear Video         | Sí               | Sí               | Sí               | Sí               | Sí               | No                                 | Sí                                 |
| Puertos USB 2.0 máximos                                                 | 10               | 12               | 14               | 14               | 14               | 14                                 | 14                                 |
| Puertos SATA 2.0/3.0 máximos                                            | 4 / 0            | 4 / 1            | 4 / 2            | 4 / 2            | 4 / 2            | 4 / 2                              | 4 / 2                              |
| Configuración PCIe principal                                            | 1 × PCIe 2.0 ×16 | 1 × PCIe 2.0 ×16 | 1 × PCIe 2.0 ×16 | 1 × PCIe 2.0 ×16 | 1 × PCIe 2.0 ×16 | 1 × PCIe 2.0 ×16 o 2 × PCIe 2.0 ×8 | 1 × PCIe 2.0 ×16 o 2 × PCIe 2.0 ×8 |
| PCIe secundario                                                         | 6 × PCIe 2.0     | 8 × PCIe 2.0     | 8 × PCIe 2.0     | 8 × PCIe 2.0     | 8 × PCIe 2.0     | 8 × PCIe 2.0                       | 8 × PCIe 2.0                       |
| Soporte para PCI convencional                                           | No               | Sí               | Sí               | Sí               | No               | No                                 | No                                 |
| Tecnología Intel Rapid Storage (RAID)                                   | No               | No               | No               | Sí               | Sí               | Sí                                 | Sí                                 |
| Tecnología Smart Response                                               | No               | No               | No               | No               | No               | No                                 | Sí                                 |
| Tecnología Intel Active Management, Trusted Execution, Anti-Theft, vPro | No               | No               | No               | Sí               | No               | No                                 | No                                 |
| Soporte de procesadores Ivy Bridge                                      | Sí               | No               | No               | No               | Sí               | Sí                                 | Sí                                 |
| Fecha de lanzamiento                                                    | febrero de 2011  | febrero de 2011  | mayo de 2011     | mayo de 2011     | enero de 2011    | enero de 2011                      | mayo de 2011                       |
| TDP máximo                                                              | 6.1 W            | 6.1 W            | 6.1 W            | 6.1 W            | 6.1 W            | 6.1 W                              | 6.1 W                              |
| Litografía                                                              | 65 nm            | 65 nm            | 65 nm            | 65 nm            | 65 nm            | 65 nm                              | 65 nm                              |

### Chipsets de Ivy Bridge
Todas las placas madre y chipsets de Ivy Bridge soportan tanto cpu's Sandy Bridge como Ivy Bridge. Procesadores basados en Ivy Bridge soportarán oficialmente hasta DDR3-1600, desde las DDR3-1333 de Sandy Bridge. Chipsets de Ivy Bridge para el consumidor también soportan overclocking de procesadores de serie-K.
| Nombre                          | B75                 | Q75                 | Q77                 | H77                 | Z75                                | Z77                                                                    |
| Overclocking                    | CPU(Bclk) + GPU     | CPU(Bclk) + GPU     | CPU(Bclk) + GPU     | CPU(Bclk) + GPU     | CPU + GPU + RAM                    | CPU + GPU + RAM                                                        |
| Permite utilizar GPU integrado  | Sí                  | Sí                  | Sí                  | Sí                  | Sí                                 | Sí                                                                     |
| Tecnología Intel Clear Video    | Sí                  | Sí                  | Sí                  | Sí                  | Sí                                 | Sí                                                                     |
| RAID                            | No                  | Sí                  | Sí                  | Sí                  | Sí                                 | Sí                                                                     |
| Puertos USB 2.0/3.0 máximos     | 8 / 4               | 10 / 4              | 10 / 4              | 10 / 4              | 10 / 4                             | 10 / 4                                                                 |
| Puertos SATA 2.0/3.0 máximos    | 5 / 1               | 5 / 1               | 4 / 2               | 4 / 2               | 4 / 2                              | 4 / 2                                                                  |
| Configuración principal de PCIe | 1 × PCIe 3.0 ×16    | 1 × PCIe 3.0 ×16    | 1 × PCIe 3.0 ×16    | 1 × PCIe 3.0 ×16    | 1 × PCIe 3.0 ×16 o 2 × PCIe 3.0 ×8 | 1 × PCIe 3.0 ×16 o 2 × PCIe 3.0 ×8 o 1 × PCIe 3.0 ×8 + 2 × PCIe 3.0 ×4 |
| PCIe secundario                 | 8 × PCIe 2.0        | 8 × PCIe 2.0        | 8 × PCIe 2.0        | 8 × PCIe 2.0        | 8 × PCIe 2.0                       | 8 × PCIe 2.0                                                           |
| PCI convencional                | Sí                  | Sí                  | Sí                  | No                  | No                                 | No                                                                     |
| Tecnología Intel Rapid Storage  | No                  | No                  | Sí                  | Sí                  | Sí                                 | Sí                                                                     |
| Tecnología Intel Anti-Theft     | Sí                  | Sí                  | Sí                  | Sí                  | Sí                                 | Sí                                                                     |
| Tecnología Smart Response       | No                  | No                  | Sí                  | Sí                  | No                                 | Sí                                                                     |
| Intel vPro                      | No                  | No                  | Sí                  | No                  | No                                 | No                                                                     |
| Fecha de lanzamiento            | 29 de abril de 2012 | 29 de abril de 2012 | 29 de abril de 2012 | 29 de abril de 2012 | 29 de abril de 2012                | 29 de abril de 2012                                                    |
| TDP máximo                      | 6,7 W               | 6,7 W               | 6,7 W               | 6,7 W               | 6,7 W                              | 6,7 W                                                                  |
| Litografía                      | 65 nm               | 65 nm               | 65 nm               | 65 nm               | 65 nm                              | 65 nm                                                                  |

## Historia

### Predecesor

#### LGA 1156
son compatibles únicamente con procesadores Core I de primera generación
LGA 1156 o Socket H, es un zócalo de CPU, compatible con microprocesadores Intel de la microarquitectura Nehalem y Westmere.

### Sucesor

#### LGA 1150
LGA 1150 o Socket H3, es un zócalo de CPU destinado a ser utilizado por los microprocesadores de la microarquitectura Haswell y Broadwell.